# Johannes Hannot

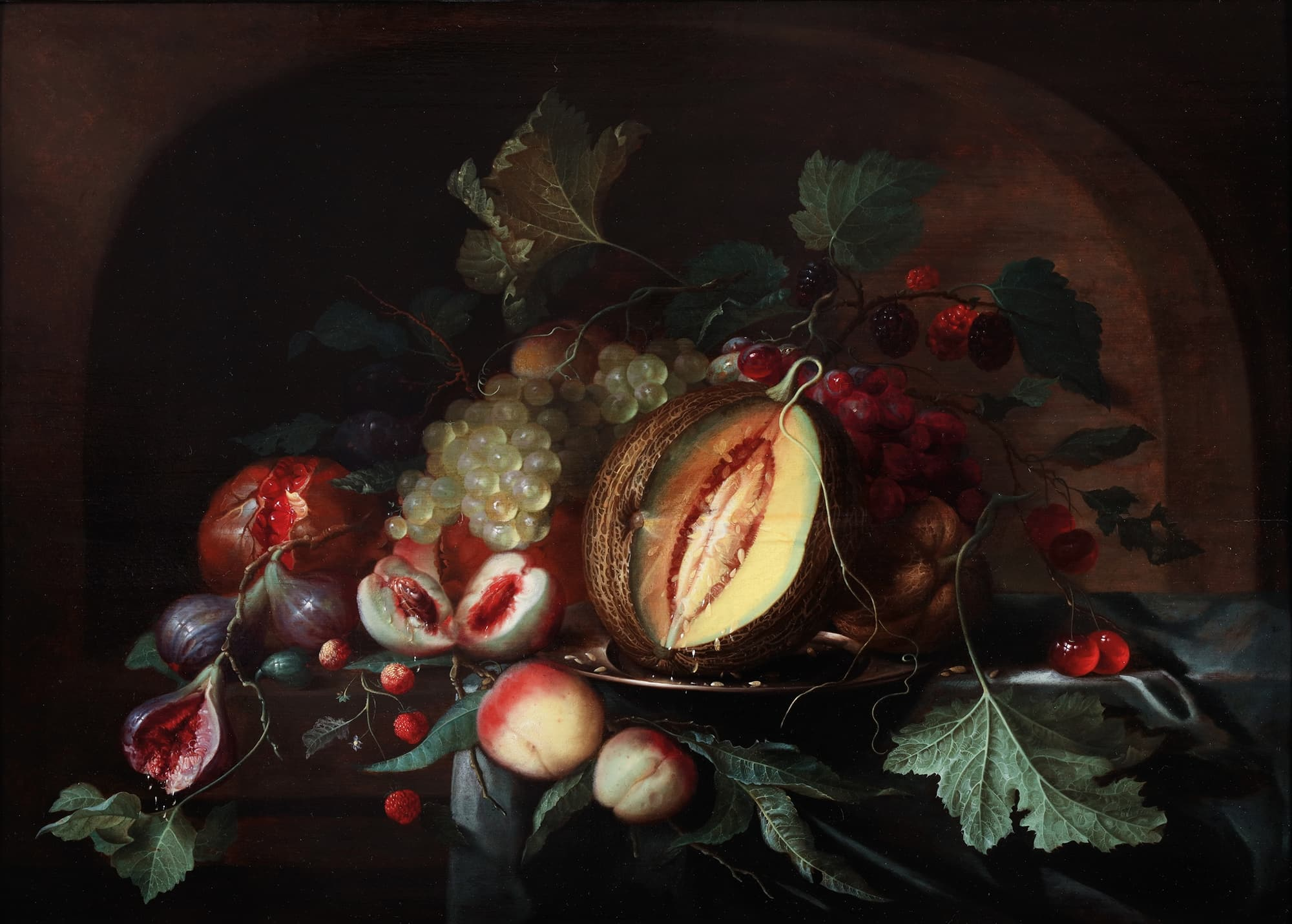
Une nature morte avec une pastèque, des raisins, des figues, des pêches et des cerises sur un rebord de table en pierre (collection française)

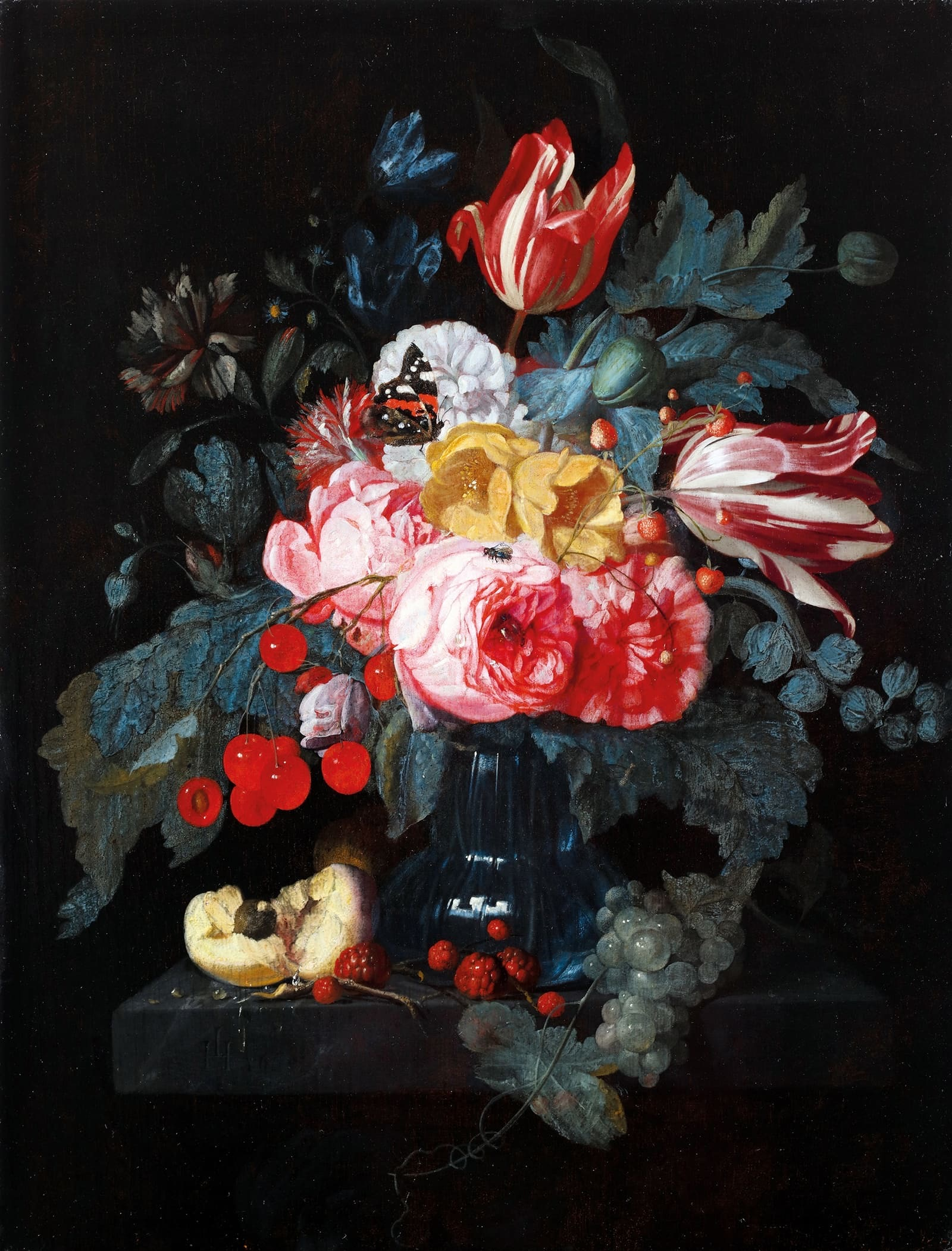

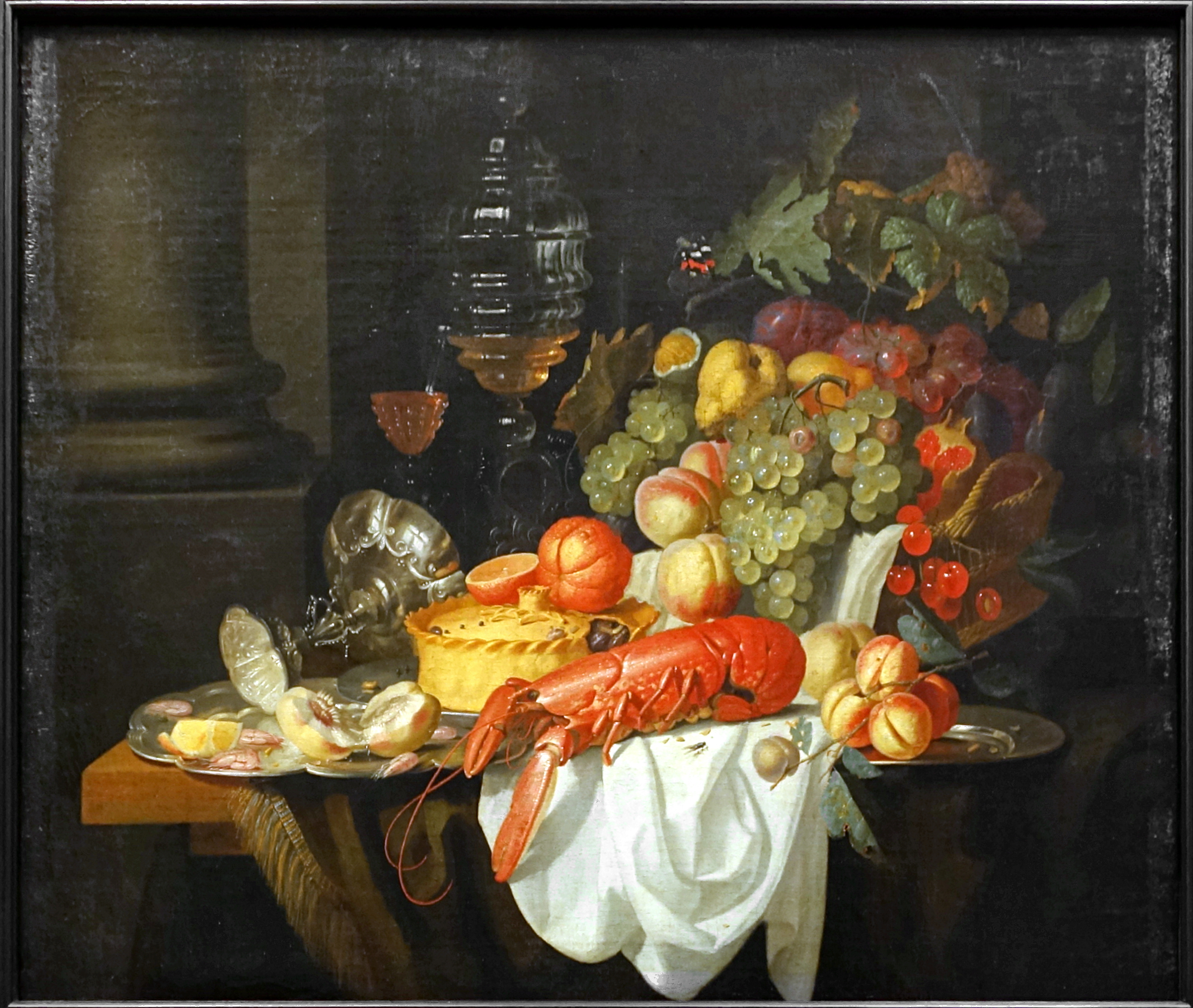

Johannes Hannot, né à Leyde en 1633 et mort dans la même ville en 1684, est un peintre de natures mortes hollandais.

## Biographie
Connu pour ses natures mortes, la biographie de Johannes Hannot est peu documentée. Il est admis à la guilde de Saint-Luc de Leyde en 1650.

## Œuvre
- Nature morte avec fruits, Rijksmuseum Amsterdam
- Nature morte au homard, Palais des beaux-arts de Lille
- Nature morte de homard, Musée Jeanne-d'Aboville de La Fère
- Bouquet de roses et tulipes, collection particulière